# Annie Fischer
Annie Fischer (Budapest, 5 luglio 1914 – Budapest, 10 aprile 1995) è stata una pianista ungherese.

## Biografia
Fischer è nata in una famiglia ebrea a Budapest e ha studiato all'Accademia musicale Franz Liszt con Ernő Dohnányi e Arnold Szekely. Ha iniziato la sua carriera come pianista da concerto nel 1924 all'età di dieci anni, facendo il suo debutto con il Concerto per pianoforte n. 1 di Ludwig van Beethoven. Quando aveva 12 anni, si è esibita con la Tonhalle-Orchester Zürich, eseguendo il Concerto per pianoforte n. 23 di Mozart e il Concerto per pianoforte di Robert Schumann. Nel 1933, Fischer vinse il Concorso Pianistico Internazionale Franz Liszt nella sua città natale con l'esecuzione della Sonata per pianoforte in si minore di Franz Liszt. Nel corso della sua carriera ha suonato principalmente in Europa e in Australia. È stata raramente ascoltata negli Stati Uniti fino alla fine della sua vita, tenendo lì solo due concerti a quel punto.
Era sposata con l'influente critico e musicologo (e in seguito direttore dell'Opera di Budapest) Aládar Tóth ed è sepolta con lui a Budapest.
Fischer fuggì con il marito in Svezia nel 1940, dopo che l'Ungheria si unì alle potenze dell'Asse. Dopo la guerra, nel 1946, lei e Tóth tornarono a Budapest. Vi morì nel 1995.
La tomba di Fischer a Budapest
Il modo di suonare di Fischer è stato elogiato per la sua "intensità caratteristica" e "modo di fraseggio disinvolto" (David Hurwitz), così come per il suo potere tecnico e la profondità spirituale. Era molto ammirata da contemporanei come Otto Klemperer e Sviatoslav Richter; Richter ha scritto: "Annie Fischer è una grande artista intrisa di uno spirito di grandezza e di genuina profondità". Il pianista italiano Maurizio Pollini ha elogiato la "semplicità infantile, immediatezza e meraviglia" che ha trovato nel suo modo di suonare. Le sue interpretazioni di Mozart, Beethoven, Brahms, Schubert e Schumann, così come di compositori ungheresi come Bartók, sono stati acclamati dalla critica.
Fischer ha effettuato registrazioni in studio negli anni '50 con Otto Klemperer e Wolfgang Sawallisch, ma ha ritenuto che qualsiasi interpretazione creata in assenza di un pubblico sarebbe stata necessariamente costrittiva artificialmente, poiché nessuna interpretazione è mai stata "finita". La sua eredità oggi include quindi molte registrazioni di concerti dal vivo che sono state pubblicate su CD e DVD (inclusa un'esecuzione del concerto "Imperatore" di Beethoven (disponibile su YouTube) e il terzo concerto per pianoforte di Beethoven con conduzione di Antal Doráti). La sua più grande eredità, tuttavia, è un set integrale realizzato in studio delle sonate per pianoforte complete di Beethoven. Ha lavorato su questo set per 15 anni a partire dal 1977. Perfezionista autocritica, non ha permesso che il set venisse pubblicato durante la sua vita ma, dalla sua morte, è stato pubblicato su compact disc e ampiamente lodato.

## Registrazioni
Le registrazioni di Annie Fischer sono state pubblicate da diverse compagnie discografiche maggiori, tra cui: BBC Records, Doremi, EMI Classics, Hungaroton, Orfeo, Palexa, Q Disc, Urania, Melodiya e ICA Classics.

### Beethoven
- Concerto n. 1 in Do maggiore, op. 15 (1798) (1);
- Concerto n. 3 in Do minore, op. 37 (1802) (3);
- Concerto n. 5 in Mi bemolle maggiore, op. 73 "Imperatore" (1809) (1);
- Sonata n. 1 in Fa minore, Op. 2, n. 1 (1795) (2);
- Sonata n. 2 in La maggiore, Op. 2, n. 2 (1795) (2);
- Sonata n. 3 in Do maggiore, Op. 2, n. 3 (1795) (2);
- Sonata n. 4 in Mi bemolle maggiore, op. 7 (1797) (2);
- Sonata n. 5 in Do minore, Op. 10, n. 1 (1798) (2);
- Sonata n. 6 in Fa maggiore, Op. 10, n. 2 (1798) (2);
- Sonata n. 7 in Re maggiore, Op. 10, n. 3 (1798) (3);
- Sonata n. 8 in Do minore op. 13 "Patetica" (1799) (3);
- Sonata n. 9 in Mi maggiore, Op. 14, n. 1 (1799) (2);
- Sonata n. 10 in Sol maggiore, Op. 14, n. 2 (1799) (2);
- Sonata n. 11 in Si bemolle maggiore op. 22 (1800) (2);
- Sonata n. 12 in La bemolle maggiore op. 26 (1801) (1);
- Sonata n. 13 in Mi bemolle maggiore, Op. 27, n. 1 "Quasi una fantasia" (1801) (2);
- Sonata n. 14 in Do diesis minore, Op. 27, n. 2 "Chiaro di luna" (1801) (4);
- Sonata n. 15 in Re maggiore, Op. 28 "Pastorale" (1801) (2);
- Sonata n. 16 in Sol maggiore, Op. 31, n. 1 (1802) (3);
- Sonata n. 17 in Re minore, Op. 31, n. 2 "la Tempesta" (1802) (2);
- Sonata n. 18 in Mi bemolle maggiore, Op. 31, n. 3 (1802) (2);
- Sonata n. 19 in Sol minore, Op. 49, n. 1 (1798) (2);
- Sonata n. 20 in Sol maggiore, Op. 49, n. 2 (1798) (2);
- Sonata n. 21 in Do maggiore, Op. 53 "Waldstein" (1803) (2);
- Sonata n. 22 in Fa maggiore, Op. 54 (1804) (2);
- Sonata n. 23 in Fa minore, Op. 57 "Appassionata" (1805) (2);
- Sonata n. 24 in Fa diesis maggiore, Op. 78 (1809) (2);
- Sonata n. 25 in Sol maggiore, Op. 79 (1808) (2);
- Sonata n. 26 in Mi bemolle maggiore, Op. 81a "Les Adieux" (1810) (2);
- Sonata n. 27 in Mi minore, Op. 90 (1814) (2);
- Sonata n. 28 in La maggiore, Op. 101 (1816) (2);
- Sonata n. 29 in Si bemolle maggiore, Op. 106 "Hammerklavier" (1818) (2);
- Sonata n. 30 in Mi maggiore, Op. 109 (1820) (2);
- Sonata n. 31 in La bemolle maggiore, Op. 110 (1821) (2);
- Sonata n. 32 in Do minore, Op. 111 (1822) (3);
- 32 variazioni sopra un tema originale in Do minore WoO 80 (1806) (1);
- 15 variazioni e una fuga in Mi bemolle maggiore op. 35 «Eroica» (1802).

### Mozart
- Concerto per pianoforte n. 20 in re min. - K 466 (1);
- Concerto per pianoforte n. 20 in re min. - K 466: secondo movimento, Romanza (4);
- Concerto per pianoforte n. 21 in do magg. - K 467 (3);
- Concerto per pianoforte n. 21 in do magg. - K 467: secondo movimento, Andante (3);
- Concerto per pianoforte n. 22 in mi bemolle magg. - K 482 (5);
- Concerto per pianoforte n. 22 in mi bemolle magg. - K 482: secondo movimento, Andante (1);
- Concerto per pianoforte n. 23 in la magg. - K 488 (1);
- Concerto per pianoforte n. 24 in do min. - K 491 (1);
- Concerto per pianoforte n. 27 in si bemolle magg. - K 595 (1);
- Fantasia in do maggiore K 394 (383a) (1);
- Rondò per pianoforte in re magg. - K. 382 (1);
- Sonata per pianoforte n. 10 in Do maggiore K 330;
- Sonata per pianoforte n. 12 in Fa maggiore K 332 (330k) (1);
- Sonata per pianoforte n. 14 in Do minore K 457.

### Schumann
- Op. 9, Carnaval, scènes mignonnes sur quatre notes (1833 e inverno 1834-1835) (2);
- Op. 54, Concerto per pianoforte e orchestra in La minore (1841-1845) (2);
- Op. 15, Kinderszenen (1838) (2);
- Op. 16, Kreisleriana (1838) (2);
- Op. 17, Fantasia in Do maggiore (1836-1838) (1).

### Bartók
- Concerto n. 3 per pianoforte e orchestra (1945) (3);
- Canzoni paesane ungheresi (15) per orchestra, Sz 71 (1933) (1);
- Danze rumene (1917);
- Allegro barbaro (1911).

### Liszt
- Trois Études de concert (3), S 144: n. 3, "Un sospiro" (1848) (1);
- Concerto per pianoforte n. 1 in mi bemolle maggiore, S 124 (1849) (2);
- Grandes Etudes (6) de Paganini, S 141: n. 6, Quasi Presto (1851) (1);
- Sonata per pianoforte in si minore, S 178 (1875) (1);
- Rapsodie ungheresi n.14 (1846).

### Schubert
- Impromptus (4), D 935/Op. 142: n. 1 in Fa minore (1);
- Impromptus (4), D 935/Op. 142: n. 2 in La bemolle maggiore (1);
- Impromptus (4), D 935/Op. 142: n. 3 in Si bemolle maggiore;
- Impromptus (4), D 935/Op. 142: n. 4 in Fa minore (1);
- Sonata n. 16 in La minore D 845 (op. 42);
- Sonata n. 20 in La maggiore D 959 (1);
- Sonata n. 21 in Si bemolle maggiore D 960 (2).

### Chopin
- Concerto in Mi minore, op. 11 (1830) (1);
- Ballata n. 1 in Sol minore op. 23 (1831-35);
- Scherzo n. 3 in Do diesis minore op. 39 (1838-39) (1).

### Bach
- Concerto brandeburghese n. 5 in re maggiore, BWV 1050

### Brahms
- Sonata n. 3 in Fa minore, Op. 5

### Dohnányi
- Rapsodie per pianoforte, Op. 11: n. 2 in Fa diesis minore

### Haydn
- Variazioni in fa minore, Un piccolo divertimento, Hob. XVII/6

### Kodály
- Danze di Marosszék (1930);
- Lingering Song.

### Mendelssohn
- Rondò capriccioso in Mi maggiore, Op. 14 (1824);
- Scherzo in Mi minore, Op. 16 n. 2 (1829)